# Nematus lientericus
Nematus lientericus är en stekelart som beskrevs av Holmgren 1883. Nematus lientericus ingår i släktet Nematus, och familjen bladsteklar. Arten är reproducerande i Sverige.